# 청양군의 국회의원

## 행정구역 변천
- 1945년 8월 15일 충청남도 청양군
- 1987년 1월 1일 적곡면이 장평면으로, 사양면이 남양면으로 개칭

## 청양군의 역대 국회의원 일람
| 대수         | 이름           | 소속정당           | 임기                               | 선거구역                  |
| ------------ | -------------- | ------------------ | ---------------------------------- | ------------------------- |
| 제1대        | 이종근(李鍾根) | 대한독립촉성국민회 | 1948년 5월 31일 ~ 1950년 5월 30일  | 청양군 일원               |
| 제2대        | 이상철(李相喆) | 무소속             | 1950년 5월 31일 ~ 1954년 5월 30일  | 청양군 일원               |
| 제3대        | 정명선(鄭明善) | 자유당             | 1954년 5월 31일 ~ 1958년 5월 30일  | 청양군 일원               |
| 제4대        | 김창동(金彰東) | 자유당             | 1956년 5월 31일 ~ 1960년 7월 28일  | 청양군 일원               |
| 제5대 민의원 | 이상철(李相喆) | 민주당             | 1960년 7월 29일 ~ 1961년 5월 16일  | 청양군 일원               |
| 제6대        | 이상철(李相喆) | 국민의당           | 1963년 12월 17일 ~ 1967년 6월 30일 | 청양군·홍성군 일원        |
| 제7대        | 장영순(張榮淳) | 민주공화당         | 1967년 7월 1일 ~ 1971년 6월 30일   | 청양군·홍성군 일원        |
| 제8대        | 장영순(張榮淳) | 민주공화당         | 1971년 7월 1일 ~ 1972년 10월 17일  | 청양군·홍성군 일원        |
| 제9대        | 장영순(張榮淳) | 민주공화당         | 1973년 3월 12일 ~ 1979년 3월 11일  | 청양군·홍성군·예산군 일원 |
| 제9대        | 한건수(韓建洙) | 신민당             | 1973년 3월 12일 ~ 1979년 3월 11일  | 청양군·홍성군·예산군 일원 |
| 제10대       | 장영순(張榮淳) | 민주공화당         | 1979년 3월 12일 ~ 1980년 8월 27일  | 청양군·홍성군·예산군 일원 |
| 제10대       | 한건수(韓建洙) | 신민당             | 1979년 3월 12일 ~ 1980년 10월 27일 | 청양군·홍성군·예산군 일원 |
| 제11대       | 이종성(李種聲) | 한국국민당         | 1981년 4월 11일 ~ 1985년 4월 10일  | 청양군·홍성군·예산군 일원 |
| 제11대       | 최창규(崔昌圭) | 민주정의당         | 1981년 4월 11일 ~ 1985년 4월 10일  | 청양군·홍성군·예산군 일원 |
| 제12대       | 최창규(崔昌圭) | 민주정의당         | 1985년 4월 11일 ~ 1988년 5월 29일  | 청양군·홍성군·예산군 일원 |
| 제12대       | 김성식(金聖植) | 민주한국당         | 1985년 4월 11일 ~ 1988년 5월 29일  | 청양군·홍성군·예산군 일원 |
| 제13대       | 조부영(趙富英) | 신민주공화당       | 1988년 5월 30일 ~ 1992년 5월 29일  | 청양군·홍성군 일원        |
| 제14대       | 조부영(趙富英) | 민주자유당         | 1992년 5월 30일 ~ 1996년 5월 29일  | 청양군·홍성군 일원        |
| 제15대       | 이완구(李完九) | 신한국당           | 1996년 5월 30일 ~ 2000년 5월 29일  | 청양군·홍성군 일원        |
| 제16대       | 이완구(李完九) | 자유민주연합       | 2000년 5월 30일 ~ 2004년 5월 29일  | 청양군·홍성군 일원        |
| 제17대       | 김학원(金學元) | 자유민주연합       | 2004년 5월 30일 ~ 2008년 5월 29일  | 부여군·청양군 일원        |
| 제18대       | 이진삼(李鎭三) | 자유선진당         | 2008년 5월 30일 ~ 2012년 5월 29일  | 부여군·청양군 일원        |
| 제19대       | 김근태(金近泰) | 새누리당           | 당선 무효                          | 부여군·청양군 일원        |
| 제19대       | 이완구(李完九) | 새누리당           | 2013년 4월 25일 ~ 2016년 5월 29일  | 부여군·청양군 일원        |
| 제20대       | 정진석(鄭鎭碩) | 새누리당           | 2016년 5월 30일 ~ 2020년 5월 29일  | 공주시·부여군·청양군 일원 |
| 제21대       | 정진석(鄭鎭碩) | 미래통합당         | 2020년 5월 30일 ~ 2024년 4월 22일  | 공주시·부여군·청양군 일원 |
| 제22대       | 박수현(朴洙賢) | 더불어민주당       | 2024년 5월 30일 ~                  | 공주시·부여군·청양군 일원 |

## 같이 보기
- 홍성군의 국회의원
- 예산군의 국회의원
- 부여군의 국회의원
- 공주시의 국회의원
- 청양군·홍성군
- 부여군·청양군
- 공주시·부여군·청양군